# Пріпонешть
Пріпонешть, Пріпонешті (рум. Priponești) — село у повіті Галац в Румунії. Входить до складу комуни Пріпонешть.
Село розташоване на відстані 211 км на північний схід від Бухареста, 86 км на північний захід від Галаца, 119 км на південь від Ясс, 149 км на схід від Брашова.

## Населення
За даними перепису населення 2002 року у селі проживали 519 осіб, усі — румуни. Усі жителі села рідною мовою назвали румунську.